# 43-я смешанная авиационная дивизия
43-я смешанная авиационная дивизия — воинское соединение Вооружённых Сил СССР в Великой Отечественной войне.

## История
Создана 6 августа 1941 года на основе 43-й истребительной авиадивизии.
Входила в состав ВВС Западного фронта. Участвовала в Московской битве.
04.02.1942 г. преобразована в Управление ВВС 20-й армии.

## В действующей армии
В составе действующей армии:
- с 6 августа 1941 года по 4 февраля 1942 года

## Командиры дивизии
| Звание                | Имя                       | Период                  | Примечание |
| --------------------- | ------------------------- | ----------------------- | ---------- |
| Генерал-майор авиации | Захаров Георгий Нефёдович | 06.08.1941 — 23.10.1941 |            |
| Полковник             | Образков Иван Абрамович   | 24.10.1941 — 04.02.1942 |            |

## Состав дивизии
| Подразделение                                 | Период                  | Примечание |
| --------------------------------------------- | ----------------------- | ---------- |
| 13-й бомбардировочный авиационный полк        | 1941                    |            |
| 32-й истребительный авиационный полк          | 11.1941 — 01.1942       |            |
| 33-й истребительный авиационный полк          | 06.08.1941 — 19.10.1941 |            |
| 122-й истребительный авиационный полк         | 21.10.1941 — 21.02.1942 |            |
| 236-й истребительный авиационный полк         | 03.09.1941 — 13.10.1941 |            |
| 263-й истребительный авиационный полк         | 16.08.1941 — 12.10.1941 |            |
| 521 истребительный авиационный полк           | 06.10.1941 — 10.01.1942 |            |
| 603-й ближнебомбардировочный авиационный полк | 19.10.1941-01.1942      |            |

## В составе соединений и объединений
| Дата            | Фронт (округ)  | Армия      | Корпус | Примечания      |
| --------------- | -------------- | ---------- | ------ | --------------- |
| 06.08.1941 года | Западный фронт | ВВС фронта | -      | -               |
| 04.02.1942 года | Западный фронт | ВВС фронта | -      | переформирована |

## Участие в операциях и битвах
- Битва за Москву — с 30 сентября 1941 года по 04 февраля 1942 года

| И-15 бис | Самолёт Пе-2 | И-16 |